# Llista d'alcaldes d'Amsterdam
Llista d'alcaldes (burgemeesters) d'Amsterdam, capital dels Països Baixos.
Des de 1824, un sol alcalde governa Amsterdam. Els alcaldes de ciutats neerlandeses són nomenats pel govern en nom del monarca.

## Segle XIV
- (1383) – Jacob Coppenszn

## Segle XV
- (1413–1416) – Paul Oosterloo
- (1413,1416) – Franke van der Vorm
- (1413–1414, 1416) – Timan Heyntgen Dircxsz
- (1413, 1416, 1417) – Etienne van Empel
- (1413, 1415) – Sander Oosterom
- (1414) – Hillebrand Vechtersz
- (1414) – Claes Simon Kysersz
- (1415) – Jacob Jan Adamsz
- (1415) – Jonghen Willem Noort
- (1417) – Groote Pieter
- (1417) – IJsebrand de Wisselaer
- (1417–1418) – Willem Gartman
- (1418) – Franck Willem Jansz
- (1418–1419) – Jan Arentsz
- (1418) – Joost Pietersz
- (1419) – Servaes Roeloffz
- (1419) – Daem Braseman
- (1419) – Dirck Rollant
- (1419) – Willem Reynersz
- (1419, 1421–1422, 1425, 1431–1432) – Harman Harmansz
- (1419) – Heyn Willemszn Noirt
- (1420, 1422–1423) – Dirck Hollandt
- (1420–1421) – Jacob Duyvel
- (1420) – Pouwel Luytgensz
- (1420) – Jan Oude Brouck
- (1421) – Jan Woutersz
- (1421, 1424) – Claes Moyert
- (1422, 1424–1425, 1428–1429, 1432, 1435,1437) – Ruysch Jacob Coppensz
- (1422, 1425–1426, 1434, 1437–1438) – Anwel Pietersz
- (1423, 1428) – Moy Reynersz
- (1423, 1430) – Willem Dircxsz
- (1423–1424, 1426–1427, 1429–1430) – Jan Oettensz
- (1424, 1428, 1430–1431, 1434–1435, 1438–1439, 1442–1443) – Hugo Heynensz
- (1425) – Allert Pieter Allertsz
- (1426) – Dirck Bardeusz
- (1426) – Claes Jan Goertsz
- (1427) – Allert Jacob Bijlensz
- (1427) – Jan .. Allertsz
- (1427–1428) – Andries Drericsz
- (1429, 1432) – Groote Dirck Claesz
- (1429, 1435, 1441) – Jong Claes Symon Rijfersz
- (1430) – Symon Colijn
- (1431, 1434) – Claes Jansz
- (1431) – Jonghe Jacob de ..
- (1432–1433, 1435–1436, 1440–1441) – Jan Bout Albertsz
- (1433) – Jan Helmer
- (1433–1434, 1436, 1439–1440, 1442) – Gijsbert Jacob Grebbersz
- (1433, 1436, 1440, 1443, 1446) Jan Claes Symon Hoedincxz
- (1436–1437) – Clement Claesz
- (1437, 1439, 1441, 1442, 1445, 1448) – Pauwels Albertsz
- (1438) – Jan Heynenz
- (1438) – Jan Bedure
- (1439,1445) – Jacob Braseman
- (1440) – Jan Beth Willemsz
- (1441) – Ruysch Jacobsz
- (1442) – Allert Symonsz
- (1443) – Jacob Eybens
- (1443–1444) – Hendrik Anwelsz
- (1444) – Johannes Grebber
- (1444–1445) – Bellert Bechtersz
- (1444–1445, 1447) – Grebber Dircxz
- (1445) – Claes Tijoll
- (1445) – Ruysch Pietersz
- (1445) – Gerrit Groote Pietersz
- (1445–1446, 1452, 1454–1455, 1457, 1459–1460, 1462, 1464–1465, 1467) – Bartholomeus Doos
- (1446, 1448) – Jacob Eyhens
- (1446–1447) – Jan Deyman
- (1447, 1453–1454, 1457) – Dirck Boelensz (-1459)
- (1447–1448, 1452–1453, 1455, 1456) – Hendrik Dirckszn Stuyver (-1456)
- (1448–1449) – Melis Andriesz
- (1449) – Bartholomeus Pieter Reyniersz
- (1449–1450) – Hendrik Anwelsz
- (1449) – Roefrhe Jan Oetensz
- (1450) – Jacob Ropnersz
- (1450, 1464) – Gijsbert Claesz
- (1450, 1453) – Frederick IJsbrandtsz Baers
- (1451) – Jacob Reynersz
- (1451–1452) – Jacob Peekstock
- (1451, 1456) – Grebber Diricxz
- (1451) – Vechter Hillebrantsz
- (1452) – Hendrick Pouwel (-1452)
- (1452) – Jan Wouter Oetenz
- (1453) – Gijsen Jansz (uit Loosdrecht)
- (1454) – Pieter Claesz van Neck
- (1454, 1457–1458, 1462–1463, 1465–1466) – Jan Allertsz
- (1455) – Melis Schout Heynensz
- (1455, 1458–1459,1461) – Gerrit Dirck Smitsz
- (1456) – Copper Vechtersz
- (1456, 1459, 1464) – Jacob Pilien Allertsz
- (1456–1457) – Pieter Dirck Smitsz
- (1458, 1460,1463) – Pieter Allertsz Pietersz
- (1458) – Rombout Andriesz
- (1459, 1461–1462, 1465, 1468–1469, 1471–1472, 1474–1475, 1477, 1481–1482, 1486–1487) – Jacob Jacobsz de Jonge
- (1460) – Claes Melisz van Hoorn
- (1460–1461) – Coman Jan Tymansz
- (1461) – Heyman Ruysschenz
- (1462, 1465, 1468) – Gerrit Matheusz
- (1463, 1467) – Heyman van IJlp Pietersz
- (1463–1464, 1466–1467, 1476, 1478, 1480) – Gerret Dircksz Smit
- (1466, 1474, 1485) – Pieter Elertsz
- (1466, 1472) – Coman Andries Willemsz
- (1467–1468) – Gijsbert Dircxsz Muys
- (1468) – Jacob Ruysch
- (1469–1470, 1472–1473, 1475–1476, 1479–1480, 1482) – Pieter Roding Pietersz
- (1469) – Claes Stansen
- (1469) – Goossen Dirck Bardens
- (1470, 1472, 1475, 1478) – Boel Dirck Boelens (-1482)
- (1470–1471) – Jacob Hendrik Anvelsz
- (1470, 1474) – Louwerens Pouwelsz
- (1470, 1473, 1477–1478, 1480–1481, 1484, 1487) – Jan Beth Jansz
- (1470) – Wouter Oom
- (1473–1474) – Claes Stanssen
- (1473–1476, 1480, 1485, 1488, 1491) Jan Dircksz van Wormer
- (1475, 1479) – Symon Dircsz uit die Poorte
- (1476–1477) – Jan Talingh Jansz
- (1477) – Pieter Allert Pietersz
- (1478–1479) – Gerrit Deyman
- (1479, 1481, 1490–1491) – Jan Cleas van Hoppen
- (1481) – Jan Coman Jansz
- (1481) – Jacob Pieter Hillebrantsz (-1481)
- (1482, 1485–1486, 1488–1489, 1495) – Gijsbert Jacobsz Drooch
- (1482–1483, 1497) – Jacob van Breghe Pietersz
- (1483) – Pieter Haring Jansz
- (1483) – Egbert Jansz
- (1483–1484, 1489, 1502, 1505, 1507, 1509) – Dirck Heymansz Ruysch (-1509)
- (1484, 1491, 1494, 1499–1500) – Dirck Symon Bardenz
- (1484–1485, 1488, 1490, 1492, 1500, 1502) – Bartholomeus Jacobsz
- (1486, 1493) – Jacob van Berghe
- (1486) – Jan Claes Lambertsz
- (1487, 1493) – Jan Broeck Melijsz
- (1487–1488, 1490) – Gerrit Symon Claes Anwelfs
- (1489) – Vechter Barentsz
- (1489, 1490, 1492–1493) – Jacob Jong Jacobsz
- (1491–1492, 1495–1496, 1507) – Dirck Claesz
- (1492) – Jacob Willemszn van Beverwaarde
- (1493–1494, 1498–1499) – Dirck Heymansz
- (1494,1496) – Jan Bethz
- (1494–1495, 1497–1498, 1500–1502) – Willem Andriesz
- (1495, 1497) – Boel Jacobszn Bicker (-1505)
- (1496–1497, 1499, 1501–1502, 1504–1505, 1507–1510, 1512, 1514–1515, 1517) – Andries Boelens (1455–1519)
- (1496, 1498) – Willem Boem

## Segle XVI
- (1498) – Bruyninck Claesz
- (1499,1501, 1509, 1511, 1513, 1519) Clement Wolfertsz
- (1500, 1504, 1506, 1509, 1511, 1514) – Dirck Claesz Sillemoer
- (1496–1497, 1499, 1501–1502, 1504–1505, 1507–1510, 1512, 1514–1515, 1517) – Andries Boelens Dircksz. (1455–1519)
- (1502) – Jacob van Bergen Pietersz
- (1502–1503) – Jan Persijn Jansz
- (1503) – Jacob van Burgh
- (1503, 1510, 1512, 1515, 1519) – Corenelis Jansz de Vlaming (-1519)
- (1504, 1506, 1508–1509, 1511–1512, 1514, 1517–1518, 1520–1521, 1523–1524) – Claes Heyn Claesz (-1524)
- (1504, 1506, 1508) – Claes Moyert Dircxz
- (1505–1506, 1508–1509) – Gerrit Mattheusz (-1509)
- (1505, 1507, 1510–1511, 1513–1514, 1516–1517, 1519, 1522–1523, 1525–1526) – Floris Jan Claesz
- (1510, 1512–1513, 1515–1516, 1518, 1520, 1522, 1528, 1536–1537, 1539) – Claes Gerritsz Dayman
- (1513, 1515, 1518, 1523–1524, 1526, 1528–1529, 1531–1532, 1534–1535) – Ruysch Jan Beth
- (1516, 1521) – Willem Duyn Pietersz
- (1516, 1518–1519, 1521–1522, 1524, 1526) – Jonghen Dirck Claesz
- (1517, 1519, 1520) – Jan Lambert Jansz
- (1520) – Simon Claesz Sillemoer
- (1521, 1527, 1529–1530) – Hillebrant Jansz Otter
- (1520–1525, 1527–1528, 1530–1531, 1533–1534, 1537) – Albert Andries Boelensz
- (1523, 1525) – Robert Jacobsz
- (1524) – Symon Claesz van Doorn
- (1525, 1527) – Frans Claes Heynenszn
- (1526, 1527,1529) – Lucas Jacobsz Persijn (-1530)
- (1528, 1530, 1532–1533, 1535) – Hayman Jacobs
- (1529, 1531, 1533) – Cornelis Hendriks Loen
- (1530, 1532, 1537–1538, 1540, 1541) Gerrit Andriesz
- (1531, 1533, 1535) – Peter Colijn (-10 May 1535)
- (1532, 1534, 1542) – Jacob Pietersz Haring
- (1534, 1536) – Cornelis Benning
- (1535–1536, 1538, 1541) – Jan Teng (-1541)
- (1535) – Goossen Jansz Reecalff
- (1536) – Cornelis Buyck Sybrantsz
- (1537, 1542) – Claes Hillebrantsz
- (1538–1539, 1541, 1543, 1545) – Claes Loen Fransz
- (1538, 1540–1541, 1543, 1546–1547, 1550–1551, 1554–1555, 1557, 1558) – Claes Gerrit Mattheusz (-1558)
- (1539–1540, 1542–1543, 1545–1546, 1548, 1549, 1551–1552, 1555–1556, 1564) – Hendrick Dircxs
- (1539, 1541–1542, 1544, 1546, 1548, 1553, 1558) – Claes Doedensz
- (1540, 1549, 1554) – Egbert Garbrantsz
- (1543–1544, 1547, 1549, 1551) – Cleas Heyn Willemsz
- (1544–1545, 1547–1548, 1550, 1552–1553, 1555, 1557, 1559–1560, 1562–1563, 1565) – Pieter Cantert Willemsz
- (1544, 1546, 1548, 1550, 1553) – Claes Hendriksz Basgen (1488–1563)
- (1545, 1547, 1551, 1556–1559, 1561, 1566, 1574) – Dirck Hillebrantsz Otter
- (1549–1550, 1552, 1554, 1556, 1559, 1561, 1565, 1567, 1569–1570, 1572, 1574–1577) – Joost Sijbrantsz Buyck (1505–1588)
- (1552, 1560, 1568) – Symon Mertensz
- (1553–1554, 1559) – Cornelis Dobbensz (-1559)
- (1555, 1557–1558) – Jan Duyvensz
- (1556, 1558, 1560, 1562–1563) – Sybrant Pompeius Occo
- (1559, 1561–1565, 1567–1568, 1570–1571, 1573–1574) – Symon Claes Copsz
- (1560–1561, 1564, 1566–1567, 1569, 1571–1572) – Jan Claes van Hoppen
- (1562–1563, 1566, 1571, 1573, 1575) Cornelis Jacobsz Brouwer
- (1565–1566, 1568, 1569, 1573) – Elbert Marcus
- (1567, 1571) – Hendrick Cornelisz
- (1568, 1570, 1572) – Floris Mertensz
- (1569) – Dirck Jan Dayman
- (1570, 1572, 1573) – Jacob Cornelisz
- (1574, 1576) – Pieter Pietersz
- (1575) – Cornelis Jacobsz van Leyden
- (1575–1576) – Jan Vechtersz
- (1576, 1578) – Jacob Theus Gerrijtsz
- (1577–1578) – Cornelis Claes Meusz
- (1577) – Jacob Cantert
- (1578) – Hendrik Jacobsz Bicker
- (1578) – Reyner Hendriksz
- (1578–1579, 1581–1582, 1584, 1586, 1589, 1592, 1594, 1597, 1601) MrWillem Bardensz=Wilhelm Baerdesen (1528–1601)
- (1578, 1580) – Maarten Jansz Koster (1520–1592)
- (1578, 1580)	 Adriaan Reiniersz Kromhout
- (1578) – Dirk Jansz. Graeff
- (1579) – Jan Claes Cat.
- (1579–1580, 1582–1583, 1585, 1587) – Egbert Roelofz
- (1579, 1581, 1583–1584, 1586–1587, 1592, 1597, 1602, 1604) – Cornelis Florisz van Teylingen
- (1580–1581, 1583, 1585–1586, 1588–1589, 1591–1592, 1594, 1595) – Reynier Cant (1536–1595)
- (1581) – Reynier van Neck
- (1582, 1584–1585) MrMarten Jansz Coster
- (1582, 1587, 1589, 1593, 1596, 1599, 1600) – Jan Claes in Hamburch
- (1583, 1585, 1587–1588, 1590–1591, 1593–1594, 1597–1598, 1600, 1602–1603, 1605–1606, 1608) – Pieter Cornelisz Boom
- (1584) – Jan Verburch
- (1586, 1588, 1590, 1592) – Claes Fransz Oetgens
- (1588, 1591, 1594, 1596–1597, 1601–1602, 1604–1605, 1607–1608, 1610) – Cornelis Pieters Hooft (1547–1626)
- (1589–1590, 1593) – Cornelis Florisz
- (1590, 1593, 1595, 1599–1600) – Balthazar Appelman
- (1591, 1595–1596, 1600–1601, 1603, 1605, 1613–1614, 1616, 1618, 1621, 1623) – Barthold Adriaensz Cromhout
- (1595, 1598–1599, 1606–1607, 1609–1610, 1612, 1614) – Jacob Andriesz Boelens
- (1596, 1598, 1601, 1603–1604, 1606) Jan de Dzn Egbertsz
- (1598, 1599, 1604, 1607, 1611–1612) Frans Hendricxsz Oetgens

## Seglexvii
- (1601, 1607, 1610, 1611, 1613) – Cornelis Benning
- (1602, 1608–1609) – Claes Fransz
- (1603) – Gerrit Pietersz Bicker (1554–1604)
- (1606, 1608) – Sebastiaen Egberts (1563-)
- (1610) – Dirck Bas (1569–1637)
- (1605, 1609, 1611, 1614) – Reynier Adriaensz Pauw
- (1611, 1614) – Roelof Egbertsz
- (1612) – Jan Pietersz Reael
- (1609, 1612-1613 Gerrit Jacob Witsz
- (1613–1637) – Jacob de Graeff Dircksz. (1570–1638)
- (???? - ????) – Jacob Poppen (1576–1624)
- (1626–1647) – Jan Cornelisz. Geelvinck (1579–1651)
- (1627–1633) – Geurt van Beuningen
- (???? - ????) – Jan Six (1618–1700)
- (???? - ????) – Hendrik Trip
- (???? - ????) – Hendrik Hooft
- (1627–1649) – Andries Bicker (1586–1652)
- (1638–1646) – Albert C. Burgh (1593–1647)
- (1639–1649) – Gerbrand Claesz Pancras (1591–1649)
- (1650 - ????) – Frans Banning Cocq
- (1646–1650, 1654) – Cornelis Bicker (1593–1654)
- (1653) – Jan Bicker (1591–1653)
- (1653–1654) – Cornelis Jan Witsen (1605–1669)
- (1654 - ????) – Nicolaes Tulp (1593–1674)
- (1643–1664) – Cornelis de Graeff (1599–1664)
- (???? - ????) – Willem Cornelisz Bakker (1595–1652)
- (???? - ????) – Gerard Schaep (1598–1666)
- (???? - ????) – Gerrit Dedel
- (1657–1671) – Andries de Graeff (1611–1678)
- (???? - ????) – Joan Huydecoper I (1599–1661)
- (???? - ????) – Joan Huydecoper II (1625–1704)
- (???? - ????) – David de Wildt
- (1665–1680) – Gillis Valckenier (1666–1727)
- (1669–1686) – Coenraad van Beuningen (1622–1693)
- (1673–1689) - Cornelis Geelvinck (1621–1689)

## Seglexviii
- (1672–1704) – Joannes Hudde (1628–1704)
- (1682–1705) – Nicolaas Witsen (1641–1717)
- (1695) – Jacob Jacobsz Hinlopen
- (1695) – Jan Corver
- (1695) – Nicolaas Opmeer
- (1696) – Jacob Boreel
- (±1697) – Alewijn Willemsz Joor
- (1697 - ????) – François de Vicq (1646–1707)
- (1702) – Dirk Bas
- (1702) – Gerbrand Pancras
- (1708, 1711, 1714, 1716–1717) – Gerrit Hooft (1649–1717)
- (1718, 1730) – Jan van de Poll (1) (1666–1735)
- (???? - ????) – Jan van de Poll (2) (1597–1678)
- (???? - ????) – Jan van de Poll (3) (1668–1745)
- (???? - ????) – Egidius van der Bempden (1667–1737)
- (???? - ????) – Hendrikus Bicker (1682–1738)
- (???? - ????) – Cornelis Hop (1685–1762)
- (???? - ????) – Willem Munter (1682–1759)
- (1720, 1743) – Lieve Geelvinck (1676–1743)
- Nicolaes Sautijn (-1743)
- (1748) – Nicolaes Geelvinck
- (1722–1736) – Mattheus Lestevenon (1674–1743)
- (1737, 1740, 1743) – Gerrit Hooft II (1684–1767)
- (1740) – Gerrit Corver
- (???? - 1748) – Gillis van den Bempden
- (1745) – Harmen Hendrik van de Poll (1697–1772)
- (???? - ????) – Pieter Rendorp (1703–1760)
- (1753, 1756, 1759, 1762) – Cornelis Hop (1685–1762)
- (???? - ????) – Quirijn Willem van Hoorn (1730–1797)
- (???? - 1787) - Hendrik Danielszoon Hooft (1710–1801)
- (???? - ????) – Jacob Elias Arnoudsz (1728–1800)
- (1781–1792) – Joachim Rendorp (1728–1792)
- (???? - 1787, 1793)	 Frederick Alewijn
- (1793 - Nicolaas Faas
- (1793) - Jacob Elias Arnoudsz (1728–1800)
- (1793) - Willem Gerrit Dedel Salomonsz (1734-?)

## Seglexix
- 1811–1813: Willem Joseph van Brienen van de Groote Lindt (1760–1839)
- 1813–1824: Pieter Alexander van Boetzelaer (1759–1826)
- 1813–1824: Jan Brouwer Joachimsz
- 1813–1816: Paul Ivan Hogguer (1760–1816)
- 1813–1824: David Willem Elias (1758–1828)
- 1816–1824: Gerrit Blaauw
- 1821–1824: Adries Adolph Deutz van Assendelft (1764–1833)
- 1824–1828: David Willem Elias (1758–1828)
- 1828–1836: Frederik van de Poll (1780–1853)
- 1836–1842: Willem Daniël Cramer (1788–1856)
- 1842–1849: Pieter Huidekoper (1798–1852)
- 1850–1853: Gerlach Cornelis Joannes van Reenen (1818–1893)
- 1853–1853: Hendrik Provó Kluit (1803–1860)
- 1854: no mayor
- 1855–1858: Cornelis Hendrik Boudewijn Boot (1813–1892)
- 1858–1866: Jan Messchert van Vollenhoven (1812–1881)
- 1866–1868: Cornelis Fock (1828–1910)
- 1868–1880: Cornelis den Tex (1824–1882)
- 1880–1891: Gijsbert van Tienhoven (1841–1914)
- 1891–1901: Sjoerd Anne Vening Meinesz (1833–1909)

## Segle XX
- 1901–1910: Wilhelmus Frederik van Leeuwen (1860–1930)
- 1910–1915: Antonie baron Roëll (1864–1940)
- 1915–1921: Jan Willem Cornelis Tellegen (1859–1921)
- 1921–1941: Willem de Vlugt (1872–1945)
- 1941–1945: Edward John Voûte (1887–1950)
- 1945–1946: Feike de Boer (1892–1976)
- 1946–1957: Arnold Jan d'Ailly (1902–1967)
- 1957–1967: Gijs van Hall (1904–1977)
- 1967–1977: Ivo Samkalden (1912–1995)
- 1977–1983: Wim Polak (1924–1999)
- 1983–1994: Ed van Thijn (1934-)
- 1994–2001: Schelto Patijn (1936–2007)

## Segle XXI
- 2001–2010: Job Cohen (1947–)
- 2010: Lodewijk Asscher (1974–), interí
- 2010–2017: Eberhard van der Laan (1955–2017)
- 2017–2018: Jozias van Aartsen (1947–), interi
- 2018–: Femke Halsema (1966–)